# Лавринчик, Самуэль
Самуэль Лавринчик (словац. Samuel Lavrinčík; род. 10 июля 2001, Братислава) — словацкий футболист, играющий на позиции полузащитника. Ныне выступает за словацкий клуб «Тренчин».

## Карьера
Самуэль — уроженец Братиславы, столицы Словакии. Начинал заниматься футболом в команде Петржалка. В 14 лет перешёл в академию Слована, одного из лидеров словацкого футбола. В 2019 году дебютировал за вторую команду «Слована» в поединке второй лиги против «Славой Требишов». Сезон 2020/2021 начал основным игроком второй команды. 27 сентября 2020 года забил дебютный мяч в профессиональном футболе, поразив ворота «Партизана» из Бардеёва.
30 декабря 2020 года Лавринчик перешёл в «Тренчин», подписав с клубом контракт до лета 2023 года. 14 марта 2021 года он дебютировал в Фортуна-лиге поединком против своего бывшего клуба «Слована». Самуэль вышел на поле на замену на 80-й минуте вместо Хамзы Чатаковича, однако помочь победить своей новой команде не смог. «Тренчин» разгромно проиграл со счётом 2:6. Всего в сезоне 2020/2021 Лавринчик провёл за Тренчин 10 матчей, в основном появляясь на замену. Сезон 2021/2022 Самуэль начал игроком основной состава.

## Статистика выступлений
| Клуб             | Сезон            | Лига             | Лига  | Лига | Кубок | Кубок | Междунар. | Междунар. | Всего | Всего |
| Клуб             | Сезон            | Лига             | Матчи | Голы | Матчи | Голы  | Матчи     | Голы      | Матчи | Голы  |
| ---------------- | ---------------- | ---------------- | ----- | ---- | ----- | ----- | --------- | --------- | ----- | ----- |
| Слован-II        | 2019/2020        | Вторая лига      | 1     | 0    | 0     | 0     | 0         | 0         | 1     | 0     |
| Слован-II        | 2020/2021        | Вторая лига      | 12    | 1    | 0     | 0     | 0         | 0         | 12    | 1     |
| Тренчин          | 2020/2021        | Фортуна Лига     | 10    | 0    | 0     | 0     | 0         | 0         | 10    | 0     |
| Тренчин          | 2021/2022        | Фортуна Лига     | 5     | 0    | 0     | 0     | 0         | 0         | 5     | 0     |
| Всего за карьеру | Всего за карьеру | Всего за карьеру | 28    | 1    | 0     | 0     | 0         | 0         | 28    | 1     |